# 富蘭克林鎮區 (內布拉斯加州菲爾莫爾縣)
富蘭克林鎮區（英語：Franklin Township）是位於美國內布拉斯加州菲爾莫爾縣的一個行政鎮區。

## 地方資料
富蘭克林鎮區的面積為93.36平方千米，當中陸地面積為93.34平方千米，而水域面積為0.02平方千米。根據2020年美國人口普查的數據，當地共有人口189人，而人口密度為每平方千米2.02人。